# Ceraclea alabamae
Ceraclea alabamae är en nattsländeart som beskrevs av Harris 1989. Ceraclea alabamae ingår i släktet Ceraclea och familjen långhornssländor. Inga underarter finns listade i Catalogue of Life.